# Poznanovci
Ne zamenjujte z naseljem: Poznanovec
Poznanovci (madžarsko Pálhegy) so naselje v Občini Puconci.